# 145e régiment d'infanterie du Roi (6e régiment d'infanterie lorrain)
Pour les articles homonymes, voir 145e régiment.
Le 145e régiment d'infanterie du Roi (6e Lorrain) ou « 6. Lothringisches Königs-Infanterie-Regiment Nr. 145 » a été le créé le 28 juillet 1890. Le 6e Lorrain (6. Lothringisches) était stationné à Metz, en Lorraine annexée. Il faisait partie du XVIeCorps d'Armée allemand.

## Garnison
Le 145e Königs-Infanterie-Regiment, ou 6e Lorrain, appartenait à la 68e Infanterie-Brigade de la 34e division d'infanterie. Cette division d'infanterie faisait partie du XVIe corps d'armée allemand. Le 6e Lorrain était basé à Metz, alors première place forte de l'Empire allemand. Le régiment, qui comportait deux bataillons, avait ses quartiers dans une caserne de Montigny-lès-Metz, actuelle caserne Raffenel. Les troupes occupaient le fort Prinz August von Württemberg (Fort St-Privat), fort appartenant à la première ceinture fortifiée de Metz, ainsi que le château de Frescaty, à l'emplacement actuel de la base aérienne 128. Ce château a été détruit pendant la Seconde Guerre mondiale. De nombreux mosellans servirent dans ce régiment prestigieux, souvent jusqu'à l'ultime sacrifice.

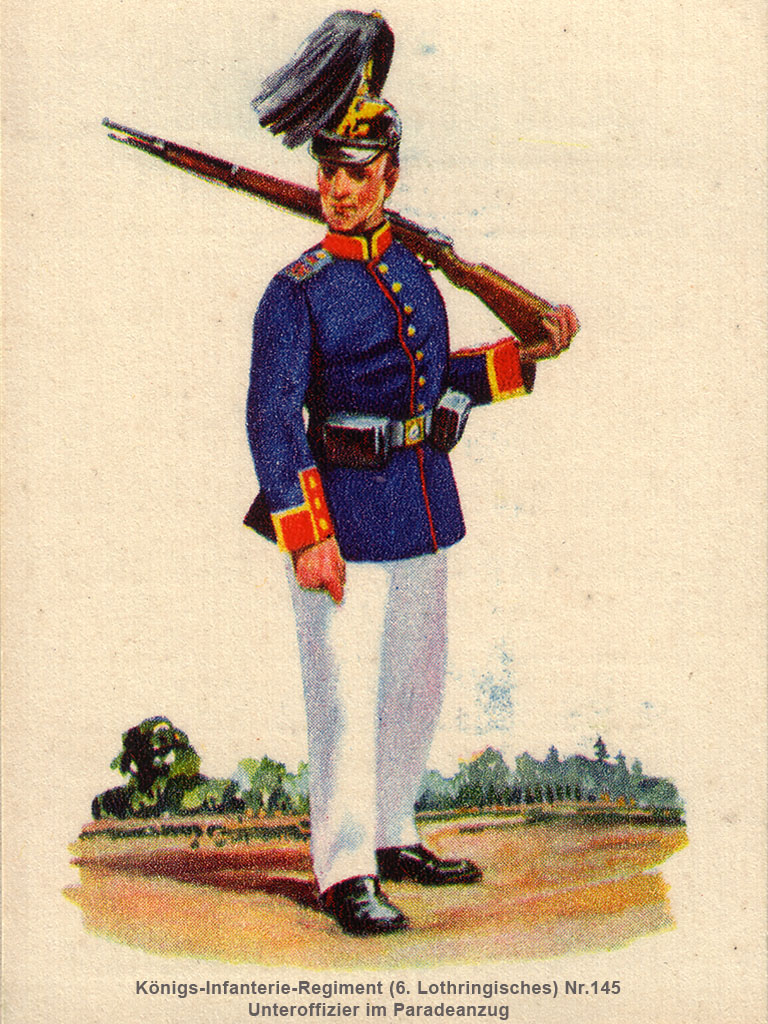

## Commandants honoraires
- 1893 Wilhelm II.
- 1900 Victor Emanuel III.

## Commandants effectifs
- 1890 Louis von Freyhold (de)
- 1891 Wilhelm Katz (de)
- 1893 Moritz von und zu Gilsa (de)
- 1897 Max von Pawlowski (de)
- 1900 Friedrich von Arnoldi (de)
- 1904 Bogislav von Schwerin (de)
- 1908 Max von Sieg (de)
- 1911 Hermann von der Heyde (de)
- 1914 Kurt von Wahlen-Jürgass (de) (Gen.-Maj., letzter Kommandeur des Regimentes vor dem Ersten Weltkrieg)
- 1915 Friedrich Franz von Huth (de)
- 1919 Willy von Livonius (de)

## Première Guerre mondiale
Au cours de la guerre 1914-1918, un total de 3 525 soldats sont morts (officiers et hommes de troupe) au combat.

### Année 1914
- 22 août - 27 août : combats de Longwy, Longuyon (Mercy-le-Haut, Nouillon-Pont, Spincourt)
- 28 août - 1er septembre: combats de la Meuse (Dannevoux)
- 2 septembre - 3 septembre : combats de Varennes-Montfaucon
- 4 septembre - 5 septembre : bataille de Verdun et d'Argonne
- 6 septembre - 12 septembre : combats de Vaubecourt-Fleuty (Bulainville)
- 10 septembre - 11 septembre : combats de Louppy-Heipes (Seraucourt)
- 17 septembre - 24 septembre : combats de Varennes
- 25 septembre: combats dans la forêt d'Argonne

### Années 1915 - 1916
- Combats de Bagatelle - Pavillon - Madamebach - Charmebach - Jupshöhe - Thümmelhöhe - Storchennest - Hildebrandgraben - Trepengraben - Eiterbeule - Eselsnase - Höhe 285 - Bolante - Vauquois - St. Juvin - Champigneulle.

### Année 1917
- 4 janvier - 13 janvier : guerre de position en Lorraine
- 21 janvier - 27 janvier : guerre de position en Lorraine
- 6 février - 9 mars : combats dans la forêt d'Argonne (Mortier)
- 14 mars- 24 mars : guerre de position en Champagne
- 25 mars - 5 avril : guerre de position en Champagne
- 6 avril - 27 mai : batailles de l'Aisne et de la Champagne (Lavannes, Nauroy, Hochberg, Cornillet, Brimont, Aisne-Marne-Kanal, Bourgogne)
- 28 mai - 8 août : guerre de position en Champagne (Reims)
- 10 août - 30 août : bataille des Flandres (Hooge, Polygon Wald, Nonne Bosschen, Gheluvelt, Herenthage-Park)
- 13 octobre- 27 octobre : guerre de position entre Meuse et Moselle (Flirey)
- 29 novembre - 2 novembre : bataille de l'Ailette
- 3 novembre - 9 novembre : guerre de position dans l'Aisne
- 10 novembre - 15 novembre : combats de Reims
- 16 novembre - 20 novembre : guerre de position en Champagne
- 22 novembre - 29 novembre : combats de chars de Cambrai
- 30 novembre - 1er décembre : combats de Cambrai (Villers-Guislain)
- 8 décembre 8 janvier : en réserve de la 7e Armée allemande.

### Année 1918
- 9 janvier - 6 mars : guerre de position dans l'Aisne
- 7 mars - 20 mars : en réserve de la 18e Armée allemande.
- 21 mars - 22 mars : bataille de St. Quentin-La-Fère (La Folie-Banay)
- 23 mars - 24 mars : bataille de la Somme et du canal Crozat-Kanal (St. Christ et Tergnier)
- 25 mars - 31 mars : combats de Montdidier-Noyon
- 7 avril - 26 mai : combats de Montdidier-Noyon
- 27 avril - 29 mai : bataille de l'Oise et de l'Aisne
- 30 mai - 13 juin : combats de Soissons
- 14 juin - 4 juillet : combats entre Oise, Aisne et Marne
- 5 juillet - 17 juillet : guerre de position autour de Soissons
- 18 juillet - 25 juillet : combats entre Soissons et Reims
- 26 juillet - 29 juillet : combats entre Marne et Vesle
- 30 juillet - 9 août : en réserve de la 9e Armée allemande.
- 18 août - 4 septembre : combats entre Oise et Aisne
- 5 septembre- 18 septembre : combats devant la ligne Hindenburg (Siegfried-Stellung)
- 19 septembre - 26 septembre : combats sur la ligne Hindenburg (Siegfried-Stellung)
- 27 septembre - 9 octobre : combats entre Cambrai et St. Quentin (régiment mis pratiquement hors de combat)
- 10 octobre - 4 novembre : combats de Petit Verly
- 5 novembre - 11 novembre : combats d'Anvers et sur la Meuse
- 12 novembre 1918 : évacuation des territoires occupés sur le front Ouest

### Année 1919
- mars : évacuation de Metz et de la Lorraine.

## Sources
- Geschichte des Königs-Infanterie-Regiments Nr. 145 (von 1890 bis 1900), P. Müller's Verlagsbuchhandlung, 78 Seiten, Metz 1900.
- Friedrich Wilhelm Isenburg: Das Königs-Infanterie-Regiment (6. Lothring.) Nr. 145 im Großen Kriege 1914-1918. Verlag Klasing & Co. Berlin 1922/23.

1. Von der Mobilmachung bis zum Abtransport zur Cambraischlacht (21. November 1917)
2. Vom Eintreffen im Gebiet der 2. Armee (22. November 1917) bis zur Demobilmachung und Auflösung

- Rudolf Krüll: Ehrenliste der auf dem Felde der Ehre gebliebenen Kameraden des Königs-Inf.-Rgt. Nr.145. Verlag des Kyffhäuserbund, Düsseldorf 1939.